# Kultura afontowska
Kultura afontowska – nazwa niniejszej jednostki kulturowej związana jest z eponimicznym stanowiskiem Afontowa Gora znajdującym się w dolinie Jeniseju. Zespół zjawisk kulturowych utożsamianych z omawianą kulturą obejmował swym zasięgiem obszary od Krasnojarska na północy po łańcuchy Sajanu Zachodniego na południu. Rozwój tej jednostki kulturowej wyznaczają daty od ok. 16 do ok. 13 tys. lat temu. Inwentarz kamienny w owej kulturze pozyskiwany był przez stosowanie techniki odłupkowej głównie z otoczaków rzecznych, z których wykonywano mikrolityczne wiórki, zgrzebła, przekłuwacze, narzędzia zębate oraz wnękowe oraz choppery. Gospodarka kultury afontowskiej oparta była na polowaniach na renifery, konie, kułany, kozły, bowidy, pieśce, jelenie, dziki, tury oraz mamuty.